# Stefan Weinfeld
Stefan Weinfeld (Limanowa, 1920. november 7. – Varsó, 1990. november 20.) lengyel tudományos-fantasztikus író, képregény-szövegíró.

## Élete
Eredeti szakmája rádiómérnök volt, a postai- és telekommunikációs adminisztrációban, később a lengyel Instytut Łączności (Kommunikációs Intézet) munkatársa lett. Az 1960-as és az 1970-es években számos szerkesztőcsoporttal dolgozott együtt, elsősorban műszaki tárgyú cikkeket írt gyermekeknek és serdülőknek. Sok éven át a Kurier Polski munkatársa volt. Több alkalommal is megkapta a Bruno Winawer-díjat. 1985-ben lépett be a Lengyel Írószövetségbe.

## Művei

### Tudományos-fantasztikus írások
- Janczarzy kosmosu (1987)
- Szaleniec (1959)
- Zagłada bazy nr 41 (1959)
- Władcy czasu (1979)
- Zamieszkała planeta (1982)

### Képregények, melyekben közreműködött
- Prosto w paszczę smoka (1987)
- Po Australijskie złoto (1987)
- W poszukiwaniu prawdziwej Ameryki (1988)
- Gdzie ziemia drży (1988)
- Sam na afrykańskim pustkowiu (1988)
- Opowieści nie z tej ziemi
- Czarna róża (1988)
- Dr Jekyll & mr Hyde (1982)
- Hernan Cortes i podbój Meksyku (1986-1989)
- Figurki z Tilos (1987-1988)
- Legendy Wyspy Labiryntu (1989)
- Wyspa skarbów (1989)
- Podróże Gulliwera (1990)
- W 80 dni dookoła świata (1991)
- Wielkie wyprawy (1986)
- Polacy na biegunie południowym (1986)
- Pojedynek
- Przeobrażenie (1982)
- Olbrzym z Cardiff (1982-1983)
- Kryptonim "Tytania" (1983)
- Szklana kula (1983)
- Sindbad Żeglarz i Ptak Rok (1990)

### Egyéb munkái
- Awicenna (1985)
- Ciepło i zimno (1964)
- Czas (1965)
- Czas (1977)
- Elektryczność przywraca zdrowie (1963)
- Elektryczność włada światem (1968)
- Halo, tu Ziemia (1965)
- Inżynier i jego sztuka (1976)
- Jutro na Marsa (1965)
- Kartki z historii telekomunikacji (1958)
- Niewidzialne szlaki (1963)
- Poczet wielkich elektryków (1968)
- Rozmawiaj choć z końcem świata (1987)
- Sekrety sukcesu (1982)
- Technika wspiera umysł (1967)
- W kręgu telekomunikacji (1980)
- W poszukiwaniu innych światów (1969)

## Magyarul megjelent művei
- Századunk gyermeke az elektronika; ford. Paulusz Ede; Táncsics, Bp., 1967
- Egy üveg konyak (novella, Galaktika 10., 1974)
- A radar; ford. Simándi Klára; Móra, Bp., 1982
- Hermész szárnya (novella, Galaktika 107., 1989)

## Fordítás
- Ez a szócikk részben vagy egészben  a   Stefan Weinfeld című lengyel Wikipédia-szócikk ezen változatának fordításán alapul.  Az eredeti cikk szerkesztőit annak laptörténete sorolja fel. Ez a jelzés csupán a megfogalmazás eredetét és a szerzői jogokat jelzi, nem szolgál a cikkben szereplő információk forrásmegjelöléseként.